# Stromschlaufe

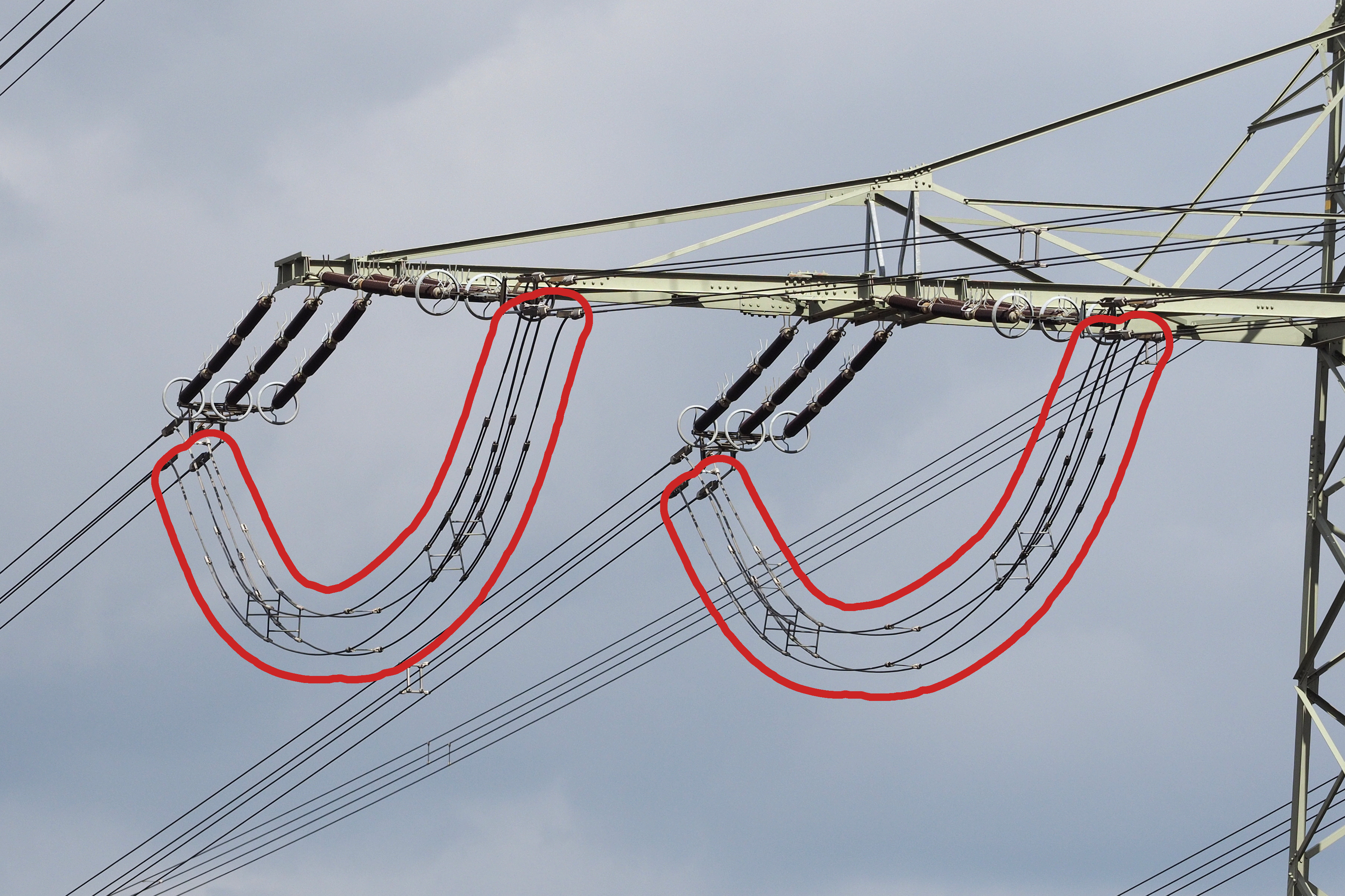
Die frei hängenden Stromschlaufen (rot umrahmt) verbinden die Abschnitte der Leiterseile miteinander

Als Stromschlaufe bezeichnet man bei einem Abspannmast den Abschnitt des Leiterseils, der bei einer Freileitung vom Ende eines Abspannisolators zum Ende des entsprechenden anderen am gleichen Mast führt und damit die Leitungsunterbrechung schließt.
Bei Abspannmasten, bei denen die Leitung ihren Verlauf in einem erheblichen Winkel ändert (um 90 Grad oder mehr), wird die Stromschlaufe häufig mit einem zusätzlichen Isolator geführt, um den erforderlichen Abstand zum (geerdeten) Mast einzuhalten. Es gibt auch bestimmte Mastkonstruktionen, bei denen die Stromschlaufe an mehreren Isolatoren bogenförmig um die Mastkonstruktion herumgeführt wird. Bei manchen Mittelspannungsmasten wird die Stromschlaufe oberhalb der Traverse mit einem darauf angebrachten stehenden Isolator hinweggeführt.
Wenn mehrere oder alle Stromschlaufen nicht zum direkt gegenüberliegenden Abspannisolator führen, sondern zu einem anderen derselben Leitung, handelt es sich um einen Verdrillmast.

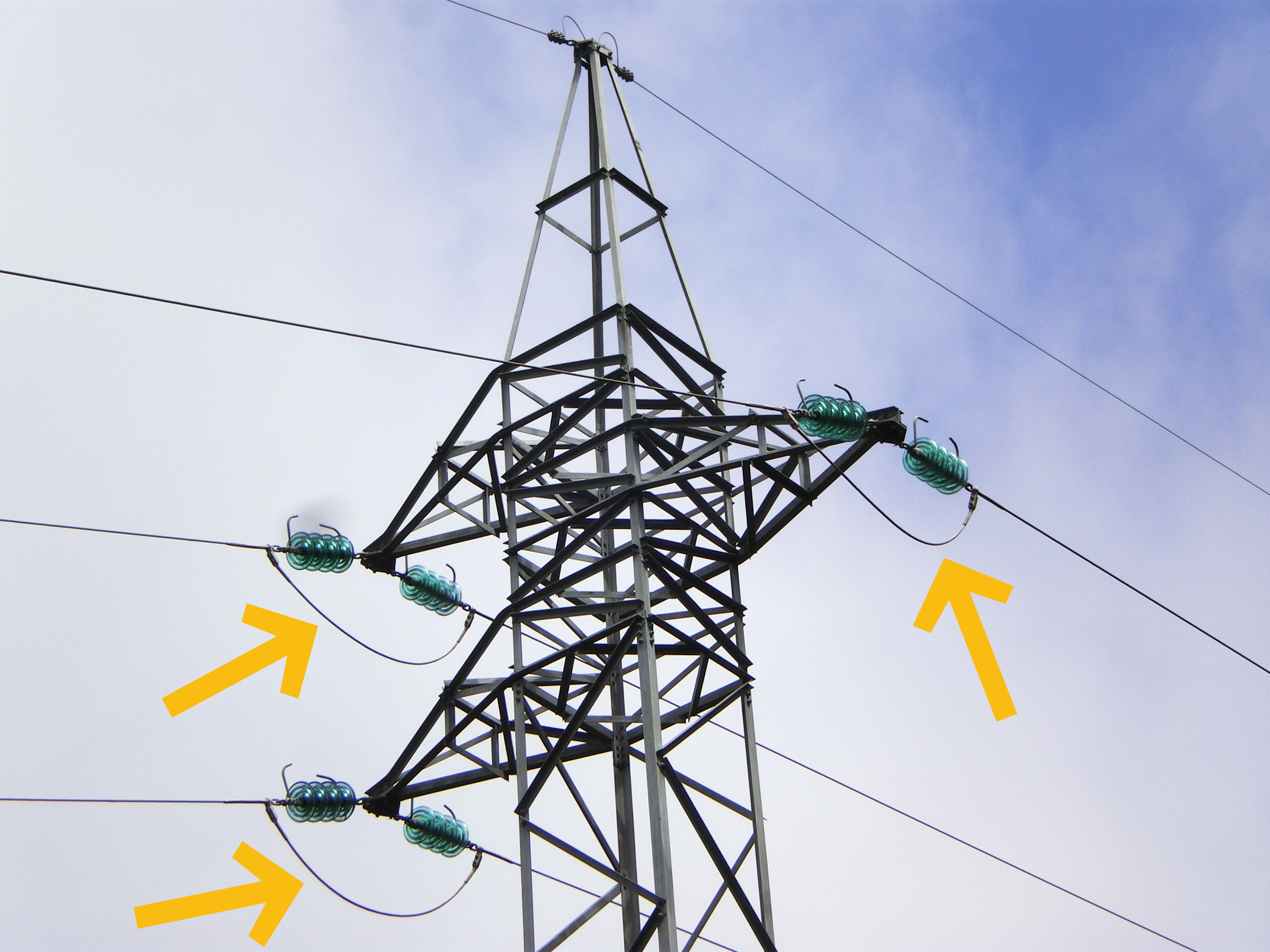
Stromschlaufen (mit Pfeilen markiert) an einem Mittelspannungsmast
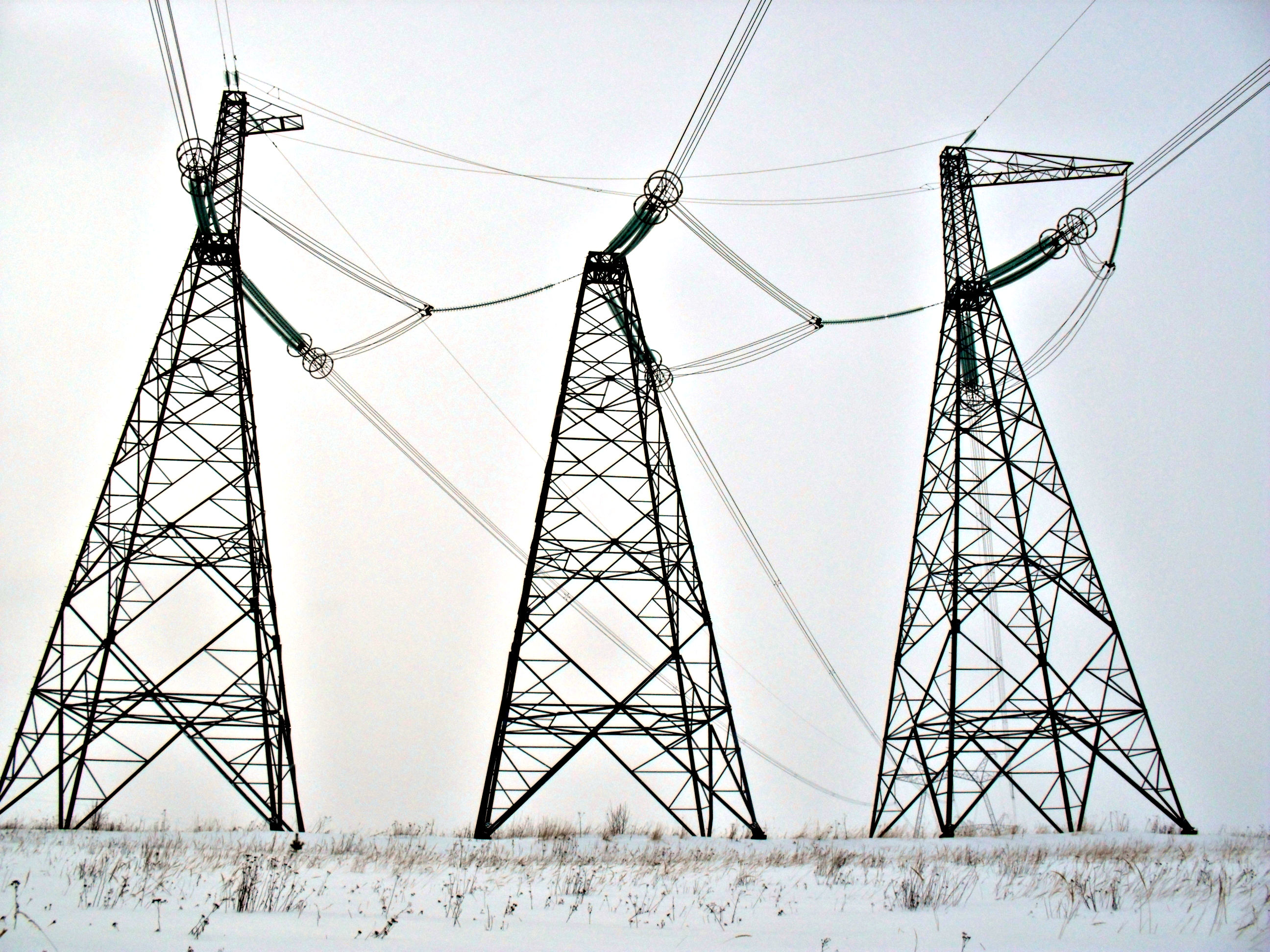
Stromschlaufen auf Einzelmasten, vom Nachbarmast abgespannt
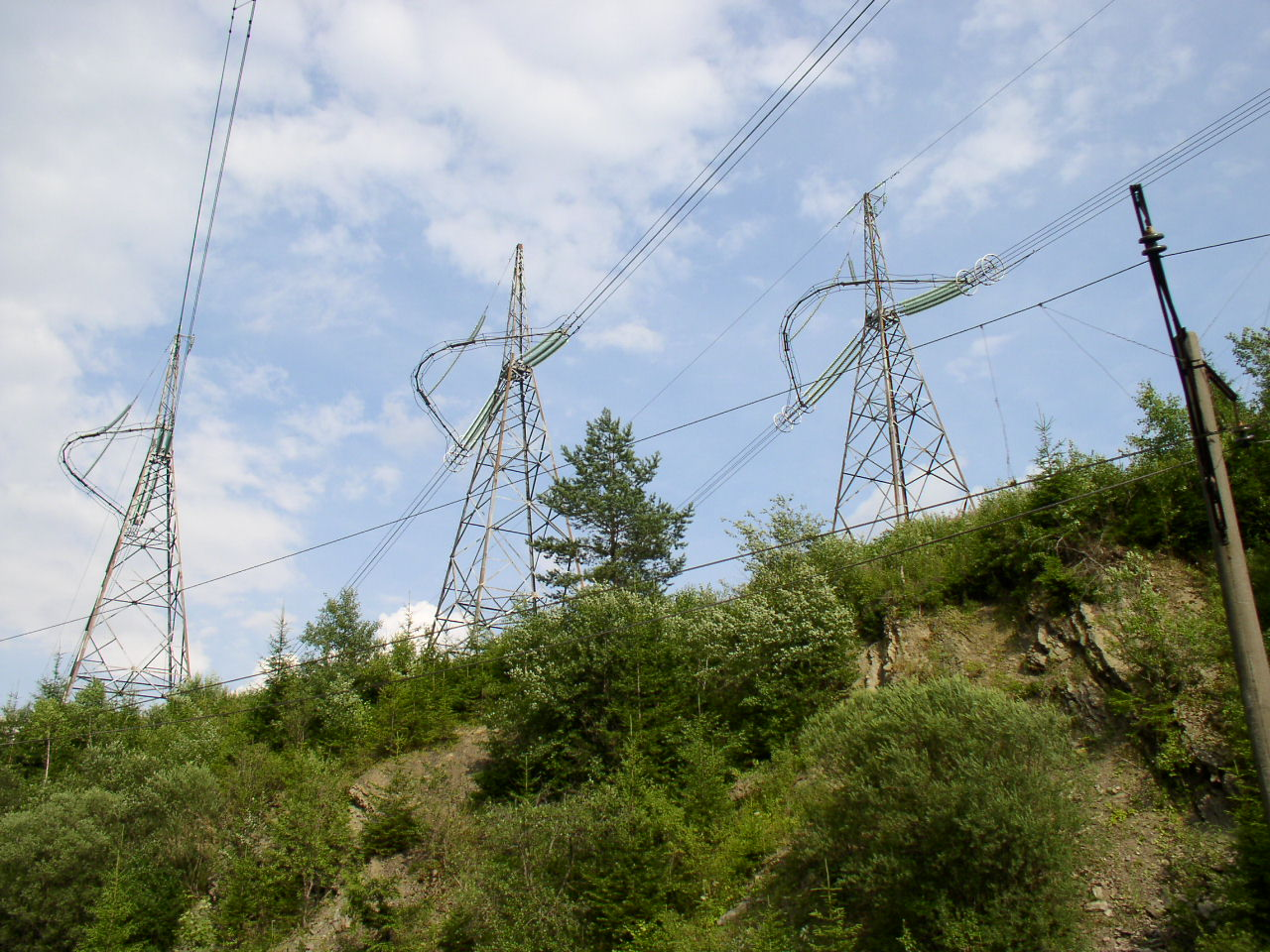
Bogenförmig um den Mast geführte Stromschlaufen